# Wojciech Pszoniak
Wojciech Zygmunt Pszoniak (n. 2 mai 1942, Liov, Guvernământul General – d. 19 octombrie 2020, Varșovia, Polonia) a fost un actor de teatru și film, regizor teatral și profesor de actorie polonez.
În 1990 a fost recunoscut de confrații Gustaw Holoubek, Tadeusz Łomnicki și Zbigniew Zapasiewicz ca unul dintre cei mai mari trei actori dramatici polonezi de după 1965 (alături de Piotr Fronczewski și Andrzej Seweryn). Este cunoscut pe plan internațional pentru interpretarea industriașului evreu Moryc Welt (unul dintre cele trei personaje principale) în filmul Pământul făgăduinței (1975) al lui Andrzej Wajda. A apărut în filme regizate de Andrzej Wajda: Nunta (1973), Danton (1983) și Korczak (1990) și de Jerzy Kawalerowicz: Austeria (1982). A interpretat, de asemenea, pe scenele teatrelor franceze și londoneze. A fost onorat și premiat de mai multe ori pentru realizări remarcabile în domeniul culturii și artei.

## Biografie
Era originar din orașul Liov (localitate aflată atunci în Polonia ocupată de germani, iar astăzi în Ucraina), unde s-a născut pe 2 mai 1942 și și-a petrecut primii doi ani din viață. La sfârșitul celui de-al Doilea Război Mondial, după anexarea Galiției de către URSS, familia sa a fost strămutată forțat în Polonia. A crescut în orașul Gliwice din provincia Silezia, într-un imobil de pe strada Arkońska, unde locuia și Adam Zagajewski, care era cu trei ani mai mic decât el. În același oraș s-a împrietenit în tinerețe cu scriitorul Tadeusz Różewicz (1921-2014). A cântat la vioară și clarinet, a făcut parte din orchestra militară din Gliwice (1956-1958) și a studiat oboiul la școala secundară de muzică de la Bytom (1958-1959).
A jucat începând din 1959 pe scenele teatrelor studențești și de amatori, precum și a cabaretelor. În perioada 1960-1964 a urmat cursurile unui liceu din Gliwice și a lucrat ca laborant. În 1960 a fondat la Gliwice, împreună cu Jacek Gruca, Estrada Poetycka, care a fost redenumită curând Teatrul Studențesc de Poezie „STEP”. În 1961 a fondat cabaretul „Czerwona Żyrafa”. În decembrie 1962 a avut parte de recenzii critice extraordinare pentru rolul său din prima reprezentație a piesei Świadkowie czyli Nasza Mała Stabilizacja a lui Tadeusz Różewicz, pusă în scenă de regizorul Jan Klemens pe scena „Kino-Teatr X” din Gliwice.
A urmat studii de actorie la Școala Națională Superioară de Teatru „Ludwik Solski” din Cracovia în perioada 1964-1968 și a debutat la 1 decembrie 1968 în rolul unui fermier din piesa Blestemul de Stanisław Wyspiański, pusă în scenă de Konrad Swinarski pe scena Teatrului Vechi din Cracovia. A jucat pe scenele Teatrului Vechi din Cracovia (1968-1972), Teatrului Național din Varșovia (1972-1974) și Teatrului Universal din Varșovia (1974-1979). În anii 1974–1980 a fost lector de actorie la Școala Națională Superioară de Teatru din Varșovia. În anii 1970 a apărut în unele spectacole organizate de cabaretul Pod Egidą din Varșovia. A jucat, printre altele, în piesele: Blestemul de Stanisław Wyspiański (r. Konrad Swinarski, 1970), Privește înapoi cu mânie de John Osborne (r. Zygmunt Hübner, 1973), Revizorul de Nikolai Gogol (r. Jerzy Gruza, 1977), Șapte etaje de Dino Buzzati (r. Andrzej Barański, 1995), Śmieszny staruszek de Tadeusz Różewicz (r. Stanisław Różewicz, 1997) și Dożywociu de Aleksander Fredro (2001), în regia sa. A interpretat roluri în numeroase spectacole reprezentate în cadrul Teatrului Radiofonic (din 1970) și al Teatrului de Televiziune (din 1969). A început să colaboreze cu teatrele franceze în 1978.
Actorul a părăsit Polonia în perioada tulburărilor politice din 1980–1981, când a fost înființat sindicatul Solidaritatea și care s-a încheiat prin impunerea legii marțiale la 13 decembrie 1981. S-a stabilit definitiv la Paris și a jucat în anii 1980 a jucat pe scenele teatrelor franceze, inclusiv al celor din Nanterre, Montparnasse și Chaillot, precum și pe scenele teatrelor londoneze. Pszoniak nu vorbea franceza când a emigrat în Franța, așa că a învățat replicile teatrale fonetic; vocea lui a fost dublată în filme ca Danton, unde a jucat rolul lui Robespierre. O anecdotă despre abilitățile sale lingvistice se referă la faptul că atunci când a început să vorbească franceza, un regizor i-a spus că preferă vechiul său accent. După căderea comunismului în Europa de Est, în 1989, Pszoniak a apărut atât în spectacole franceze, cât și poloneze. A jucat în Franța multe roluri celebre precum regele Ubu în piesa Ubu Rege a lui Alfred Jarry (Théâtre National de Chaillot, 1992); Leon în piesa Atelierul a lui Jean-Claude Grumberg (Théâtre Hébertot, 1998); Matuszek în Magazinul de după colț a lui Miklós László (Théâtre Montparnasse, 2001), pentru care a fost nominalizat la premiul francez Molière.
La mijlocul anilor 1990 a început să apară din nou în filmele poloneze, deși a continuat să trăiască în Franța. A jucat apoi ca actor la Teatrul Ateneum „Stefan Jaracz” din Varșovia (2001–2006) și la Teatrul Contemporan din Varșovia (2010-2012). În anul 2015 și-a susținut teza de doctorat la Academia de Teatru „Aleksander Zelwerowicz” din Varșovia.

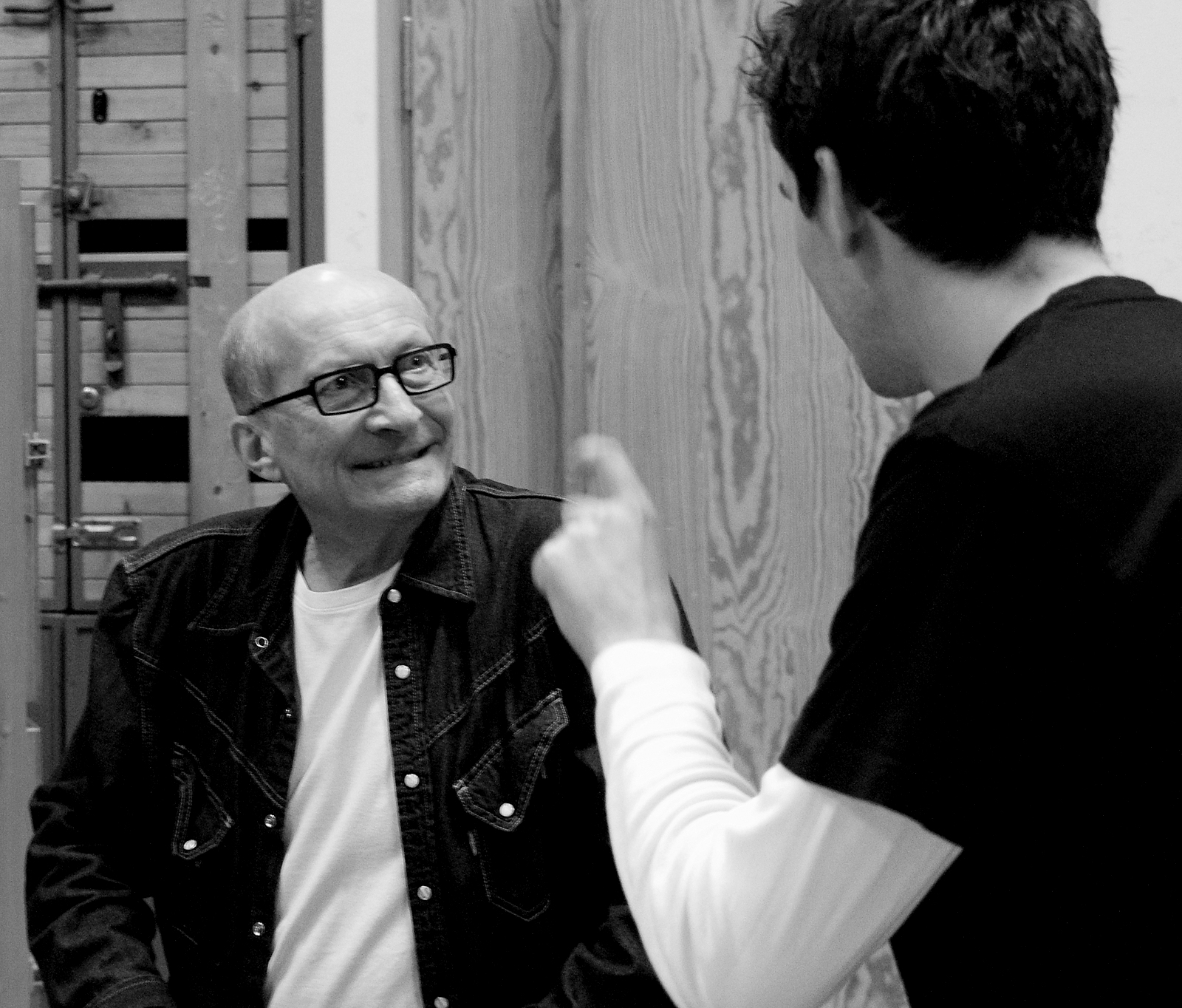
Wojciech Pszoniak în timpul unei înregistrări la Teatrul Radiofonic Polonez, 2008

A debutat ca actor de film în serialul TV bulgăresc Proizszestwia na Sljapata ulica (1965). Primul film polonez în care a jucat a fost Twarz anioła (r. Zbigniew Chmielewski , 1970). A apărut în zeci de filme poloneze și franceze, precum și în coproducții internaționale. A jucat, printre altele, următoarele roluri: rolul titular în Diabeł (r. Andrzej Żuławski, 1972), Mieszko I în Gniazdo (r. Jan Rybkowski, 1974), medicul Marglewski în Szpital przemienienia (r. Edward Żebrowski, 1978), Siedelmayer, directorul circului în Aria dla atlety (r. Filip Bajon, 1979), Josełe în Austeria (r. Jerzy Kawalerowicz, 1983) și Kamiński în Strajk (r. Volker Schlöndorff, 2007). A apărut în câteva filme regizate de Andrzej Wajda: în rolul jurnalistului și al bufonului Stańczyk în Nunta (1972), în rolul industriașului evreu Moryc în Pământul făgăduinței (1975), în rolul lui Robespierre în Danton (1983) și în rolul principal în Korczak (1990). A jucat, printre altele, rolul lui Władysław Gomułka în filmul Czarny czwartek despre Protestele din decembrie 1970. A mai apărut în filmul 1920 Bitwa Warszawska, regizat de Jerzy Hoffman, și în filmele Mniejsze zło (regizat de Janusz Morgenstern) și Mała matura 1947 (regizat de Janusz Majewski). A colaborat, de asemenea, cu Teatrul Radiofonic Polonez.
A devenit membru al comitetului onorific care l-a susținut pe Bronisław Komorowski la alegerile prezidențiale din 2010 și apoi la alegerile prezidențiale din 2015.
A trăit permanent în Franța, subliniind mereu atașamentul său față de Polonia. Într-unul dintre interviuri a spus:
| “ | Locuind în Vest, nu am pierdut niciodată legătura cu Polonia. Am încă un apartament aici, precum și propriul meu cod de identificare fiscală. Am prieteni aici. Părinții mei m-au crescut cu convingerea că Polonia este cea mai bună și cea mai frumoasă țară. Grație călătoriilor mele prin lume, mi-am dat seama că [această afirmație - n.n.] nu este total adevărată și că există țări mai frumoase și mai bogate. Dar dragostea față de patrie este ca dragostea față de mamă. Trebuie să o iubești și să o respecți pentru că există. Cu cât este mai săracă și mai chinuită, cu atât are nevoie de mai multă dragoste. | ” |

A murit de cancer la Varșovia pe 19 octombrie 2020, la vârsta de 78 de ani. La 3 noiembrie 2020, după slujba de înmormântare desfășurată la Biserica „Sf. Frate Albert” și „Sf. Apostol Andrei” din Varșovia, urna cu cenușa artistului a fost înhumată în Cimitirul militar Powązki.

## Viața personală
A fost căsătorit cu Barbara Pszoniak. A avut doi frați mai mari: Jerzy (cu 12 ani) și Antoni Pszoniak (cu 11 ani), care era și actor. A publicat articole cu caracter cvasiliterar pe site-ul Koduj24.pl.

## Filmografie
- 1965: Произшествие на сляпата улица – inspectorul de poliție francez
- 1970: Twarz anioła – tatăl lui Tadek
- 1971: Piłat i inni – Jeszua Ha-Nocri
- 1972: Diabeł – diavolul
- 1972: Ostatni liść – Berman
- 1972: Przeprowadzka – ing. Andrzej Nowicki
- 1973: Nunta – jurnalistul / măscăriciul Stańczyk
- 1973: Królowa Elżbieta (serial TV, ep. 3) – prințul Alencon (voce, dublaj în poloneză)
- 1974: Czterdziestolatek (serial TV, ep. 3) – homosexualul din cafenea
- 1974: Gniazdo – Mieszko I
- 1975: Pământul făgăduinței – Moryc Welt
- 1976: Skazany – Ryszard Bielczyk
- 1976: Motylem jestem, czyli romans 40-latka – redactorul Oswald de la televiziune
- 1976: Parada oszustów (serial TV) – dr. Grewe (ep. 1) / Maksymilian Taadjen (ep. 2) / orbul (ep. 3)
- 1977: Rekolekcje – Marek
- 1977: Cazul Gorgonova – profesorul
- 1978: Szpital przemienienia – dr. Marglewski
- 1979: Aria dla atlety – Siedelmayer
- 1980: Golem – un prizonier
- 1980: Olimpiada ’40 – Otto Schultze
- 1981: Limuzyna Daimler-Benz – Bogdański
- 1981: Okno – chelner
- 1981: Spokojne lata – Śliz
- 1982: Austeria – Rudy Josełe
- 1982: Danton – Maximilien de Robespierre
- 1984: Przekątna gońca – Felton
- 1985: Gorzkie żniwa – Cybulkowski
- 1986: Nienawidzę aktorów – Hercule Potnik
- 1986: Mit meinen heissen Tranen – Kajetan
- 1988: Dwoje – Walkowicz
- 1988: Nokturn – Kajetan / preot
- 1988: Czerwona Wenecja – Antonio Vivaldi
- 1988: Zabić księdza – jucătorul de bridge
- 1988: Le testament d'un poète juif assassiné – judecătorul
- 1988: Lata jak sandwicze – Max
- 1989: Coupe-Franche – Gyuri
- 1990: Korczak – Janusz Korczak
- 1990: Monsieur – Kaltz
- 1991: Gawin – Pierre / Xerkes
- 1992: Kiedy rozum śpi – Ottenhagen
- 1992: Wiatr ze wschodu[28] – col. Lew Czeko
- 1992: Le bal des casse-pieds – Groboniek
- 1993: J’aime pas qu’on m’aime – Sammy
- 1994: Hańba i chwała – doctorul
- 1994: The Deep Blue Sea – pan Miller
- 1995: Wielki tydzień – consilierul Zamojski
- 1997: Brat naszego Boga – străinul
- 1999: L’atelier – Monsieur Leon
- 2000: Bajland – candidatul la președinție Jan Rydel
- 2000: Deuxième vie – tatăl lui Vincent
- 2001: Chaos – Pali
- 2001: Garderoba damska – bufetierul Miecio
- 2003: Zmowa milczenia – arhiepiscopul
- 2004: Vipère au poing Żmija w garści – pr. Wolica
- 2005: Oliver Twist – Fagin (voce, dublare în poloneză)
- 2006: Oficerowie (serial TV) – Czesław Pieczur
- 2006: Strajk – Kamiński
- 2007: Nadzieja – Benedykt Weber
- 2008: Teraz albo nigdy! (serial TV) – Witold Koprowicz
- 2009: 39 i pół (serial TV, ep. 17) – col. Stefan Dawidziuk
- 2009: Rocky i Łoś Superktoś – Borys Badenow (voce, dublare în poloneză)
- 2009: Mniejsze zło – pacientul
- 2010: Mistyfikacja – frizerul
- 2010: Sprawiedliwi (serial TV, ep. 6-7) – Jakub Kohn
- 2010: Mała matura 1947 – mr. Trzaska
- 2010: Kret – Garbarek
- 2011: Czarny czwartek – Władysław Gomułka
- 2011: Wygrany – profesorul Karloff
- 2011: 1920 Bitwa warszawska – generalul Maxime Weygand
- 2011: Ballada o Nessie – naratorul (voce, dublare în poloneză)
- 2012: Cassos – pan Lotz
- 2014: Dziecko Rosemary (miniserial) – monsieur Wees
- 2015: Józef Czapski 1896–1993. Świadek wieku – naratorul (voce)
- 2015: Carte Blanche – profesorul oftalmolog
- 2015: Excentrycy, czyli po słonecznej stronie ulicy – Felicjan Zuppe
- 2017: Gdybyś mu zajrzał w serce – Polak[29]

## Distincții

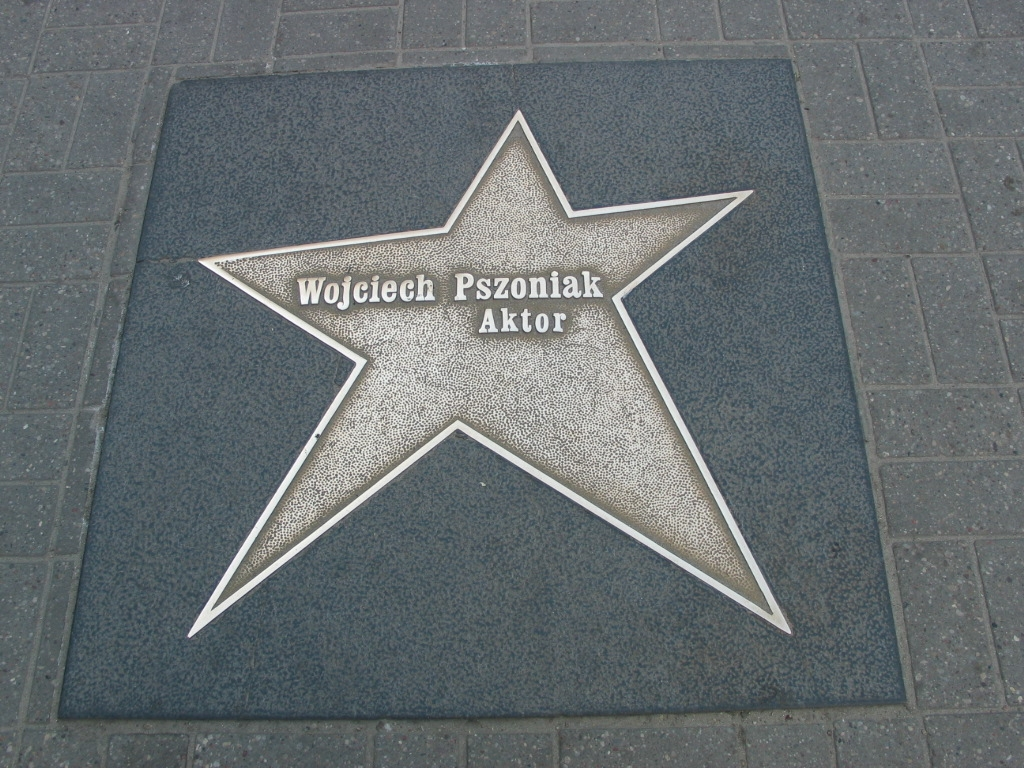
Steaua lui Pszoniak pe Aleea Stelelor din Łódź

### Decorații
- Crucea de Merit de aur - 1975[13][12]
- Crucea de Comandor a Ordinului Polonia Restituta - 2011[13][30]
- Medalia de aur „Meritul cultural - Gloria Artis” - 2007[31][13]
- Ofițer al Ordinului Național de Merit - Franța, 2008, pentru contribuția sa la întărirea relațiilor culturale polono-franceze[13][32][33]
- Comandor al Ordinului Artelor și Literelor - Franța, 2018[34][35]

### Premii (selecție)
Roluri în teatru
- 1972: premiul Leon Schiller[14]
- 1975: Premiul ministrului culturii și artei cl. a II-a pentru realizări actuale remarcabile în teatru și film[12][13][14]
- 1977: Premiul pentru actorie la Festivalul Producțiilor de Televiziune de la Olsztyn pentru spectacolul Nie do obrony[12][14]
- 2001: Premiul Alexander Zelwerowicz, acordat de redacția revistei lunare Teatr pentru sezonul 2000/2001: rolul Leon în Atelierul de Jean-Claude Grumberg la Teatrul de Televiziune și rolul François Pignon în Dineu cu proști de Francis Veber la Teatrul Ateneum „Stefan Jaracz” din Varșovia[12][14]
- 2012: Premiul pentru actorie la Festivalul Teatrului Radiofonic Polonez și Teatrului de Televiziune Polonez de la Sopot pentru spectacolul Skarpetki, opus 124[12][14]
- 2014: Marele premiu al ediției a XIV-a a Festivalului „Dwa Teatry” de la Sopot pentru activitatea remarcabilă desfășurată în cadrul Teatrului Radiofonic și de Televiziune din Polonia[12]

Roluri în filme
- 1975: premiul „Leul de Aur” pentru cel mai bun actor la ediția a II-a a Festivalului Filmului Polonez de la Gdańsk pentru rolul Moryc Welt din Pământul făgăduinței[12][13][14]
- 1983: premiul pentru cel mai bun actor la Festivalul Internațional de Film de la Montreal pentru rolul Robespierre din Danton[12][14]
- 1990: premiul „Artur” al Muzeului Cinematografiei din Łódź pentru creația actoricească la ediția a XV-a a Festivalului de Film Polonez din Gdańsk-Gdynia[12][14]
- 1991: premiul președintelui Comitetului Cinematografiei pentru interpretarea rolului titular din filmul Korczak[12][14]
- 2012: premiul pentru întreaga carieră în cinematografiei poloneză, cu accent deosebit pe rolul remarcabil din filmul Pământul făgăduinței la ediția a XXVI-a a Festivalului Filmelor Poloneze de la Tarnów[12][14]
- 2015: premiul „Leul de Aur” pentru cel mai bun actor în rol secundar la ediția a XL-a a Festivalului de Film de la Gdynia pentru rolul Felicjan Zuppe din filmul Excentrycy, czyli po słonecznej stronie ulicy[12][13][14]
- 2016: premiul „Vulturul” pentru cel mai bun actor în rol secundar pentru rolul Felicjan Zuppe din filmul Excentrycy, czyli po słonecznej stronie ulicy[13][36][37][38]
- 2016: premiul „Ikona Polskiego Kina” pentru întreaga carieră la ediția a V-a a Festivalului Filmului de Suspans de la Kołobrzeg[12][13]

### Altele
- 1997: amprenta mâinii pe Promenada Stelelor la ediția a II-a a Festivalului Stelelor de la Międzyzdroje[12]
- 1998: dezvelirea stelei Pszoniak pe Aleea Stelelor de pe strada Piotrkowska din Łódź[12]
- 2012: cu ocazia aniversării a 70 de ani, a primit cetățenia onorifică a orașului Gliwice din partea primarului Zygmunt Frankiewicz[12][13][14]
- 2015: premiul Splendor Splendorów acordat de echipa artistică a Teatrului Radiofonic Polonez[39][40]